# Стоунпанк
Стоунпанк (англ. Stonepunk, від англ. stone — камінь) — напрям у науковій фантастиці (одна з похідних від кіберпанку), що описує світ, в якому панують технології кам'яної доби (як правило періоду Неолітичної революції).

## Твори у жанрі стоунпанк
- «Флінстоуни» (англ. The Flintstones), американський мультсеріал 1960—1966 років та сімейний кінофільм 1994 року за мотивами мультсеріалу)
- «10 тисяч років до нашої ери» (англ. 10,000 BC), кінострічка Роланда Еммеріха 2008 року
- «Доктор Стоун» (англ. Dr. Stone), манга Ріітіро Інагакі
- окремі твори Едгара Райса Берроуза з серії «Пеллюсидар» (англ. The Pellucidar), зокрема «Земля, забута часом» (англ. The Land That Time Forgot, 1924 року) та «Назад у кам'яну добу» (англ. Back to the Stone Age, 1937 року)
- «Діти Землі» (англ. Earth's Children), серія епічних історико-фантастичних романів Джін Мері Ауел 1980—2011 років
- «Клан печерного ведмедя» (англ. The Clan of the Cave Bear), кінострічка Майкла Чепмена 1986 року, яка є екранізацією першої книги серії «Діти Землі»[1][2].
- «Far Cry Primal» відеогра жанру action-adventure з відкритим світом студії Ubisoft.